# Marta Andrade
Marta Andrade (* 17. Mai 1972 in Barcelona, Katalonien) ist eine ehemalige spanische Eiskunstläuferin, die im Einzellauf startete.
Marta Andrade nahm an elf Weltmeisterschaften teil, bei denen sie sich allerdings meist nicht für das Finale qualifizierte. Dagegen gelang ihr dies bei ihren beiden Olympiateilnahmen (1994 und 1998). An Europameisterschaften nahm sie weniger regelmäßig teil. Als bestes Resultat steht hier der 16. Platz bei ihrer letzten EM 2002 zu Buche.

## Ergebnisse (Auswahl)
| Wettbewerb/Jahr           | 1991 | 1992 | 1993 | 1994 | 1995 | 1996 | 1997 | 1998 | 1999 | 2000 | 2001 | 2002 |
| ------------------------- | ---- | ---- | ---- | ---- | ---- | ---- | ---- | ---- | ---- | ---- | ---- | ---- |
| Olympische Winterspiele   |      | -    |      | 20.  |      |      |      | 22.  |      |      |      | -    |
| Weltmeisterschaften       | 31.  | -    | 22.  | 26.  | 28.  | 26.  | 28.  | 28.  | 26.  | 41.  | 30.  | 19.  |
| Europameisterschaften     | FNR  | -    | -    | 21.  | 17.  | -    | 21.  | -    | -    | -    | -    | 16.  |
| Trophée Lalique           |      |      |      |      |      |      | 9.   | 12.  |      |      |      |      |
| Spanische Meisterschaften |      |      |      |      |      |      |      |      |      | 1.   | 1.   | 1.   |

FNR – Finale nicht erreicht (Final not reached)